# 西洋菜蜜
西洋菜蜜，簡稱菜蜜，是香港和澳門的一種飲料，以大量西洋菜煮水後加入蜂蜜製成，多在冬天在各快餐店或茶餐廳出現。港澳地區一般超級市場或者士多辦館都是只可以買到濃縮的西洋菜蜜。
西洋菜富含維他命K、硝酸鹽與鉀質，能降血壓。